# Kismező, Nagymező, Broadway
A Kismező, Nagymező, Broadway a Műcsarnok Nonprofit Kft. által 2009-ben Budapesten közreadott tanulmánykötet, szerkesztője Kemény Mária művészettörténész. A könyv 22 várostörténeti tanulmányt tartalmaz Budapest VI. kerületének egyik jellegzetes részéről, melyet napjainkban „pesti Broadway”-nek is neveznek.

## Ismertetése
A könyvet a szerkesztő, Kemény Mária Kismező, Nagymező, Broadway című, Metszet térben és időben alcímű tanulmánya vezeti be, amely rögtön az elején kijelöli a bemutatandó területet.
„Kötetünkben egy olyan útvonal múltjával és jelenével foglalkozunk, amely Budapest négy jelentős sugárirányú útját köti össze. A Bajcsy-Zsilinszky úttól elindul a Nagymező utca mentén, elérkezik az Andrássy úthoz, majd a Király utcához, s végül a Csányi utcán, a Klauzál téren és a Klauzál utcán át eljut a Rákóczi útig. Terézváros és Erzsébetváros jellegzetes területeit tekintjük tehát át, s ezzel a budapesti városfejlődési tendenciáknak három típusát is megismerhetjük.” A tanulmány a továbbiakban a terület kialakulásának négy ún. urbanizációs periódusát írja le.
A kötet az így körülírt terület kialakulását, fejlődéstörténetét, utcáit, számos jellegzetes épületét, néhány nevezetes lakóját mutatja be. A szerzők között építészek, művészettörténészek, történészek, múzeumi és levéltári munkatársak egyaránt megtalálhatók. A szerzők érdeklődésétől függően hol a társadalomtörténeti, hol a gazdaságtörténeti, hol pedig az építészettörténeti szempont kerül előtérbe. Ez a szemléleti változatosság tükröződik a könyv felépítésében is.
Az első rész nagyobb épületcsoportokat, tereket mutat be – itt szerepel A Klauzál tér története is – és hosszabb időszakokat fog át. A második rész talán a legváltozatosabb, hiszen tizenkét különféle rendeltetésű épület, – köztük az Ernst Múzeum épülete, a Teréz Távbeszélő központ, a Klauzál téri vásárcsarnok, a Pekáry-ház  – építéstörténetét írja le. A harmadik rész egy társadalomtörténeti kutatás eredményéről számol be (az 1941-es népszámlálás néhány felvételi ívének adatait dolgozva fel), valamint egy interjúsorozatból közöl tematikus válogatást. A negyedik rész a terület – lévén egykori szórakoztató negyed – jellegzetességét: kulturális hagyományait, benne a színházak történetét fogja át.

### Megjelenése
- Kismező, Nagymező, Broadway. Várostörténeti tanulmányok; szerk. Kemény Mária; Műcsarnok, Bp., 2009

## A kötet szerzői és tanulmányai
Kemény Mária: Kismező, Nagymező, Broadway. (Metszet időben és térben)
I. rész Épületcsoportok

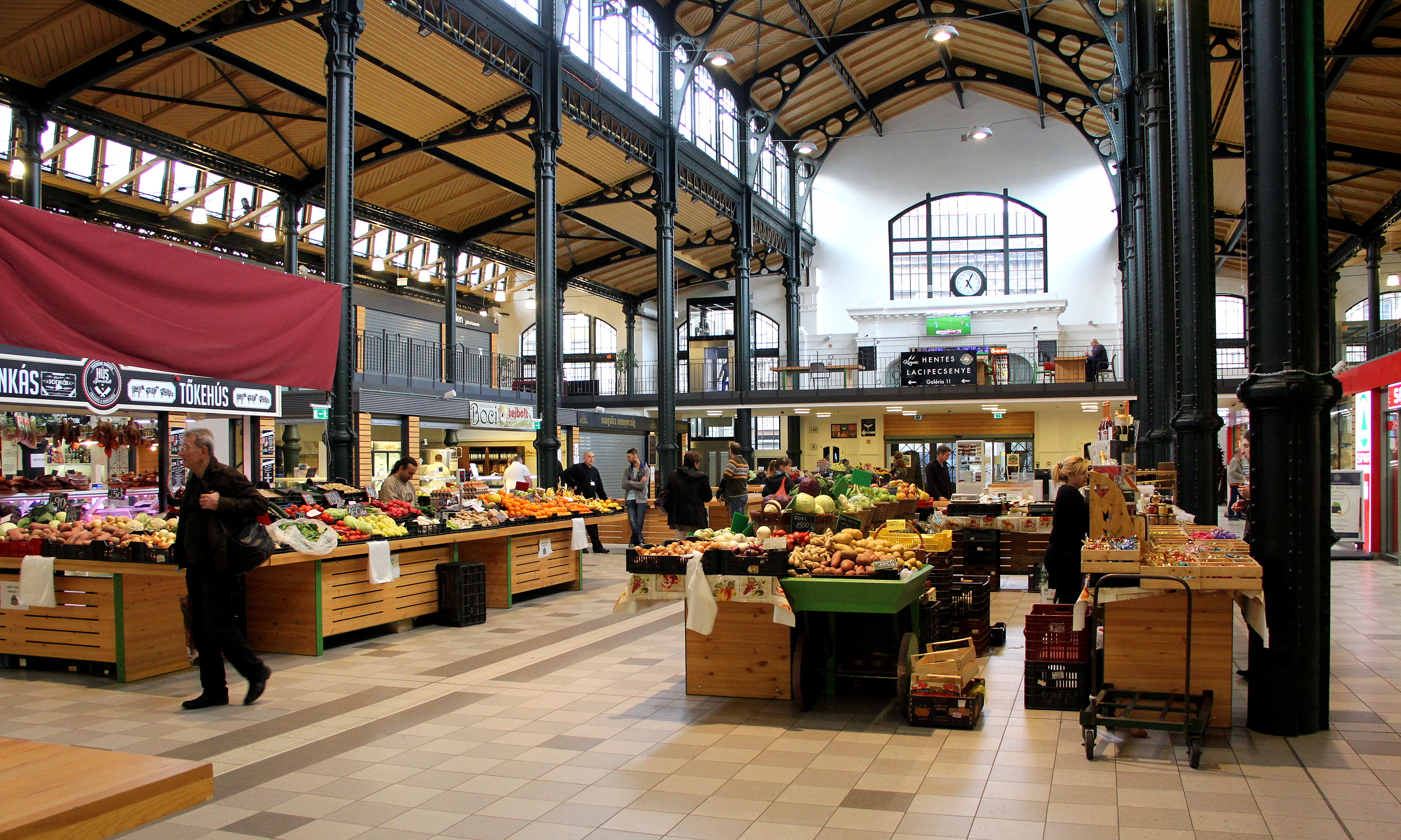
Klauzál téri vásárcsarnok (2017)

- Hídvégi Violetta: Adalékok a terület beépüléséhez (1808-1873)
- Fabó Beáta: A Klauzál tér története
- Reichart Dóra: Gamperl, Ringer és Hungária... (Kétszáz év a Nyár utcában)
- Haba Péter: Építkezések a 20. század második felében és napjainkban

II. rész Egyes épületek
- Szalai Borbála: A Teréz Távbeszélő központ (Nagymező utca 54-56.– Hajós utca 33-35.)
- Létay Miklós: Nagymező u. 52. Kéler Napóleon építész munkássága
- Sepsey Zsófia: Két utca találkozásában... (A nagymező utca 23. – Ó utca 33-35. számú ház építéstörténete)
- Csengel Péter – Plank Ibolya: Fényképészműterem a Nagymező utcában
- Süle Ágnes Katalin: A Hild család szerepe a Nagymező utca 14. – Paulay Ede utca 48. szám alatti ház építéstörténetében
- Dávid Ferenc: Az Ernst Múzeum és a Tivoli mozi a Nagymező utca 8.-ban
- Tóth Bernadett: A terézvárosi plébániatemplom építéstörténete
- Komárik Dénes: A Király és a Csányi utca sarkán álló Pekáry ház története
- Farbaky Péter: Király utca 49. számú ház
- Vadas Ferenc: A Klauzál téri vásárcsarnok
- Perczel Anna: Kisvárosias lakóházak a Klauzál utca páratlan oldalán
- Lantos Edit: Az útvonal kapuja (Két ház a Rákóczi út és a Klauzál utca sarkán)

III. rész Társadalomtörténet
- Nagy Ágnes – Rigó Máté: Nagymező és Klauzál utcai bérházak 1941-ben (Az elöregedő és a korszerű lakásállomány hatása a bérlőkörökre)
- Matern Éva: Hétköznapi legendák

IV. rész Kulturális hagyományok
- Gajdó Tamás: A Somossy Orfeumtól a budapesti Operettszínházig (Nagymező utca 17.)
- Gajdó Tamás: Színház a Nagymező utcában (Nagymező utca 22-24.)
- Csordás Lajos: Krúdy Gyula a „Sárkányfejes” házban
- Szurcsikné Molnár Erika: Az első modern műkereskedés Budapesten (A Könyves Kálmán szalon a Nagymező utcában)
- Süle Ágnes Katalin: Adattár

A legnagyobb terjedelmű fejezet, a Hétköznapi legendák nem tanulmány, hanem tematikus összeállítás a lakókkal 2004-ben, 2006-ban és 2007-ben készített interjúk anyagából. Ez a fejezet ember és lakókörnyezet viszonyait, a történelmi változások személyes vonatkozásait, a mindennapi élet eltűnt vagy gyorsan változó helyszíneit hivatott rögzíteni. A tematikus összeállítás alcímei:
- Beköltözés-történetek
- Házmesterek
- Eltűnt terek, eltűnt funkciók: mosókonyha, padlás, pince és a poroló
- Háziurak – tanácsok – társasházak: karbantartás – szlamosodás – helyreállítás
- „…nekem a Klauzál tér volt a gyerekszobám”
- A vészkorszak: üldözöttek és szemtanúk, zsidók és nem zsidók

A könyvet fekete-fehér fotók, térképek és tervrajzok teszik szemléletesebbé, a végén pedig adattár, valamint részletes név- és címmutató segít a tájékozódásban.

## Fogadtatása
A tanulmánykötet bemutatóját 2009. november 11-én tartották, ahol azt Bácskai Vera történész a szakember szemszögéből méltatta. Kiemelte a könyv adat- és témagazdagságát, gondos dokumentáltságát, és mint "friss szemléletű, érdekes, élvezetes és rendkívül adatgazdag olvasmány"-t ajánlotta az olvasók figyelmébe.